# أحمد شفيق الخطيب
أحمد شفيق الخطيب (1926 - 2015) مُعجَميّ فلسطيني لبناني.

## حياته
وُلدَ في قرية القبيبة بفلسطين عام 1926، ووالده هو الإمام شفيق الخطيب، ووالدته هي آمنة الهريدي، وهو مُتزوج من شيرين إيراني ولهُ منها ثلاثة أبناء. تَلقى تعليمهُ الثانوي بالعربية في مدارسِ الحكومة، وبالإنجليزية في مدرسة الفرندز في رام الله.
مكث أحمد الخطيب حياته في لبنان منذ عام 1945، وعندما حلت النكبة كان قد أنهى السنة الثالثة في قسم العلوم فاضطر لترك الدراسة والعمل كأستاذ لمادة العلوم في كلية المقاصد الإسلامية في صيدا، كما تولى الإدارة للقسم الداخلي في الكلية في الفترة ما بين 1949 حتى 1951. فيما بعد التحق الجامعة الأمريكية في بيروت وحصل منها على البكالوريوس في العلوم عام 1956، كما حصل منها على الماجستير في الآداب عام 1958.
في الفترة بين 1964-1965 انتقل للعمل كمُستشارٍ علمي في دار النشر التابعة لِمكتبة لبنان، وبعدها عُين مسؤولًا عن قسم المعاجم.
شغل أحمد شفيق الخطيب أيضًا منصب أمين سر نادي ليونز لأكثر من عشر سنوات منذ تأسيسه عام 1960 حتى أواسط السبعينات، كما كان عضوًا بارزًا في الصليب الأحمر اللبناني، وشغل منصب رئيس ونائب رئيس وأمين عام مجمع اللغة العربية في القاهرة، وعضو بمجمع اللغة العربية في عمان، ورئيس دائرة المعاجم بمكتبة لبنان.

## مؤلفاته
لهُ العديد من المؤلفات المُهمة، حيث تمرسَ بالترجمة وصناعة المعاجم، فعُرفت أعماله في مجال التأليف العلمي والمعجمي والمصطلحي، ومنها:
1. معجم المصطلحات العلمية والفنية والهندسية، صدر عام 1971.
2. معجم مصطلحات البترول والصناعة النفطية، صدر عام 1975.
3. قاموس المفيد، بمشاركة الدكتور رجا نصر.
4. قاموس المتعلم الجيب، بمشاركة أ.و.فيرزبي.
5. له اثنا عشر معجمًا في علوم الكيمياء والجيولوجيا والفيزياء والنبات والحيوان والأحياء والفلك والفضائيات وعلوم الكومبيوتر وعلوم التغذية والرياضيات والجغرافيا، وصدرت ما بين 1978-1994.
6. معجم «الشهابي» في مصطلحات العلوم الزراعية «إنجليزي-عربي».[3]
7. قاموس حِتّي الطبي الجديد، بالمشاركة مع الدكتور يوسف حتي، وصدر عام 1989، وصدرت له طبعة جديدة منقحة ومزيدة بالرسوم سنة 2011م.[4]
8. مرجع اليونسكو في تعليم العلوم، صدر عام 1968.
9. مرجع اليونسكو الجديد في تعليم العلوم، صدر عام 1977.
10. كتاب التربية العلمية والتكنولوجية في التنمية الوطنية، صدر عام 1984.
11. موسوعة الطبيعة الميسرة، صدرت سنة 1985، وأعيد طبعها سنة 2000.[5]
12. كتاب الملك فهد ومسيرة الإنجازات الحضارية في المملكة العربية السعودية، صدر عام 1990.
13. سرد مصطلحات الطاقة المتعددة اللغات، صدر عام 1988.
14. معجم الطاقة، صدر عام 1994.
15. الموسوعة العلمية الشاملة، بالتعاون مع يوسف سليمان خير الله، صدرت طبعتها الأولى سنة 1998م.[6]
16. معجم المصطلحات العلمية والفنية والهندسية الجديد، صدرت طبعته الأولى سنة 2000م.[7]
17. قاموس العلوم المصور: بالتعريفات والتطبيقات، صدرت طبعته الأولى سنة 2001م.[8]
18. الموسوعة العلمية المعاصرة، بالتعاون مع يوسف سليمان خير الله، صدرت طبعتها الأولى سنة 2004م.[9]

## تكريمه
سُجل اسمه ضمن مجموعة أسماء في جدارية شرف موجودة في الجامعة الأمريكية في بيروت، كما نظمت اللجنة الوطنية اللبنانية لليونسكو حفلًا تكريميًا له بالتعاون مع مكتبة لبنان ناشرون ومدرسة الترجمة بيروت وتحت رعاية رئيس مجلس الوزراء آنذاك رفيق الحريري. كما مُنح ميدالية جوزف زعرور، لأفضل عمل مميز في مجال القواميس والترجمة ودرع تذكاري لمدرسة الترجمة وذلك في جامعة القديس يوسف.

## وفاته
تُوفي في بيروت بتاريخ 13 يونيو (حزيران) 2015، عن عمرٍ يناهز 89 سنة.

## وصلات خارجية
- رائد صناعة المعجم في العصر الحديث أحمد شفيق الخطيب
- مقابلة مع أحمد شفيق الخطيب بتاريخ 25 حزيران (يونيو) 2004 على موقع الجامعة الأمريكية في بيروت